# Phyllobrostis farsensis
Phyllobrostis farsensis là một loài bướm đêm thuộc họ Lyonetiidae. Nó là loài duy nhất được tìm thấy ở Fars in Iran.
Sải cánh dài khoảng 7 mm.